# ヴィヴィアン (芸能事務所)
有限会社ヴィヴィアン（英語表記：Vivienne CO.,LTD）は、日本の芸能事務所。
俳優・モデルのマネージメントを中心に行っている他、文化人等のマネージメントも行っている。1995年に設立。

## 所属

### Actor & Model Section（俳優・モデル）
女性
- 佐伯日菜子
- 川島令美
- 成海花音
- 中嶋春陽
- 三宅梢子
- 大澤有紗
- 細田英里
- 細谷枝里佳
- 北御門亜美
- 岡田菜々美
- 木村真帆
- 酒井波湖
- 高澤聡美
- 西谷あすか
- 小林柚香

男性
- ミネオショウ
- 井上喜介
- 岡野翔也
- 和田重

### Entertainment Section（文化人）
- 大澤美樹（ボディスタイリスト）
- 田中稔（プロレスラー）
- 府川唯未（元女子プロレスラー)
- 前田隆志（農業家）
- 倉科美加（ヨガインストラクター）

### 業務提携
- 黒木桃子（永野桃子）